# Siegfried Wagner

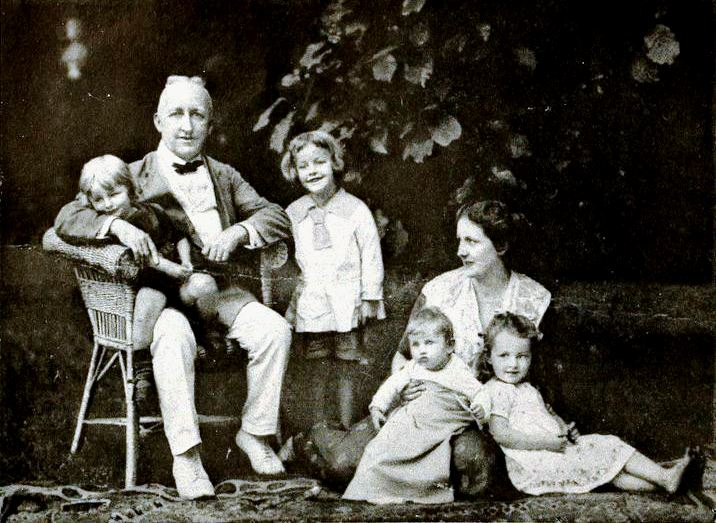
Siegfried en Winifred Wagner en hun vier kinderen in 1922

Siegfried Helferich Richard Wagner (Tribschen bij Luzern, Zwitserland, 6 juni 1869 – Bayreuth, 4 augustus 1930) was een Duits componist, dirigent en directeur van de Bayreuther Festspiele.

## Levensloop
Hij was het derde kind en de enige zoon van Richard Wagner en Cosima von Bülow, de dochter van Franz Liszt, en daarmee diens kleinzoon. Er is wel beweerd dat zijn geboorte Richard Wagner inspireerde tot de gelegenheidscompositie Siegfried-Idyll (1870), maar deze werd in feite voor Cosima's verjaardag geschreven.
Qua studie kon Siegfried moeilijk beslissen, waardoor hij in Berlijn architectuur en terzelfder tijd muziek studeerde bij Engelbert Humperdinck en Julius Kniese. Uiteindelijk koos hij voor de muziek en begon zijn carrière als dirigent. Vanaf 1894 was hij verbonden aan het Festspielhaus te Bayreuth, eerst als assistent en vanaf 1896 als tweede dirigent en regisseur.
Vanaf 1908 had hij de leiding over het Festspielhaus en nam hij de organisatie van de Bayreuther Festspiele over van zijn moeder Cosima, tot zijn dood in 1930.
In 1915 trouwde hij met Winifred Williams, de pleegdochter van Karl Klindworth, die een groot liefhebber van de muziek van Richard Wagner was en haar in contact bracht met de familie Wagner. Zij kregen vier kinderen: Wieland Wagner, Friedelind Wagner, Wolfgang Wagner en Verena Wagner. Na zijn dood in 1930, leidde Winifred de Festspiele tot 1945. Zijn zonen Wieland en Wolfgang waren eveneens bij Bayreuth betrokken (vanaf de heropening na de Tweede Wereldoorlog in 1951 tot 1965).
Naast zijn werk als leider van de Bayreuther Festspiele, componeerde hij 19 opera's, orkestwerken en kamermuziek. Hij componeerde in een laatromantische stijl die beïnvloed is door zijn vader Richard Wagner en zijn leraar Humperdinck, maar ook aanknoopt bij Carl Maria von Weber en Heinrich Marschner.

## Composities

### Werken voor orkest
- 1896 Sehnsucht, symfonisch gedicht
- 1915 Konzert für Violine mit Begleitung des Orchesters
- 1925/1927 Symfonie in C-groot
  1. Moderato „mäßig bewegt“
  2. Lento
  3. Scherzo: Allegro (Hans im Glück)
  4. Finale - mosso
- Glück, symfonisch gedicht
- Konzertstück, voor fluit en klein orkest
- Und wenn die Welt voll Teufel wär, scherzo voor orkest

### Werken voor harmonieorkest
- 1901 Der Bärenhäuter, ouverture
- 1901 Herzog Wildfang, ouverture

### Muziektheater

#### Opera's
| Voltooid in | titel                                     | aktes                | première                                         | libretto         |
| ----------- | ----------------------------------------- | -------------------- | ------------------------------------------------ | ---------------- |
| 1898        | Der Bärenhäuter, op. 1                    | 3 aktes              | 22 januari 1899, München, Hofopera               | van de componist |
| 1900        | Herzog Wildfang, op. 2                    | 3 aktes              | 23 maart 1901, München, Hofopera                 | van de componist |
| 1903        | Der Kobold, op. 3                         | 3 aktes              | 29 januari 1904, Hamburg, Stadttheater           | van de componist |
| 1904        | Bruder Lustig, op. 4                      | 3 aktes              | 13 oktober 1905, Hamburg, Stadttheater           | van de componist |
| 1906        | Sternengebot                              | Voorspeel en 3 aktes | 21 januari 1908, Hamburg, Stadttheater           | van de componist |
| 1909        | Banadietrich, op. 6                       | 3 aktes              | 23 januari 1910, Karlsruhe, Hoftheater           | van de componist |
| 1910        | Schwarzschwanenreich, op. 7               | 3 aktes              | 5 november 1918, Karlsruhe, Hoftheater           | van de componist |
| 1912        | Sonnenflammen, op. 8                      | 3 aktes              | 30 oktober 1918, Darmstadt, Hoftheater           | van de componist |
| 1913        | Der Heidenkönig, op. 9                    | Voorspeel en 3 aktes | 16 december 1933, Keulen, stedelijke opera       | van de componist |
| 1914        | Der Friedensengel, op. 10                 | 3 aktes              | 4 maart 1926, Karlsruhe, Badisches Landestheater | van de componist |
| 1915        | An allem ist Hütchen Schuld!, op. 11      | 3 aktes              | 6 december 1917, Stuttgart, Hofopera             | van de componist |
| 1917        | Das Liebesopfer, op. 12a                  | 4 aktes              | (onvoltooid)                                     | van de componist |
| 1920        | Der Schmied von Marienburg, op. 13        | 3 aktes              | 16 december 1920, Rostock, stedelijk theater     | van de componist |
| 1922        | Rainulf und Adelasia, op. 14              | 3 aktes              | 1923, Rostock                                    | van de componist |
| 1927        | Die heilige Linde, op. 15                 | 3 aktes              | 17 oktober 2001, Keulen, Philharmonie Keulen     | van de componist |
| 1928        | Wahnopfer, op. 16                         | 3 aktes              | 1994, Rudolstadt, slot Heidecksburg (onvoltooid) | van de componist |
| 1928        | Walamund, op. 17                          | 3 aktes              | (onvoltooid)                                     | van de componist |
| 1929        | Wernhardt, op. 12b                        | 3 aktes              | niet bekend                                      | van de componist |
| 1929        | Das Flüchlein, das Jeder mitbekam, op. 18 | 3 aktes              | 1984, Kiel                                       | van de componist |

### Vocale muziek
- 1890 Abend auf dem Meere, voor sopraan en piano - tekst: Henry Thode
- 1890 Frühlingsglaube, voor sopraan en piano - tekst: Ludwig Uhland
- 1890 Abend am Meer - tekst: Alfred Meissner
- 1897 Schäfer und Schäferin
- 1913 Das Märchen vom dicken fetten Pfannekuchen, voor solozang en orkest, op. 13
- 1918 Wahnfried-Idyll
- 1919 Nacht am Narocz, voor tenor en piano - tekst: Günther Holstein
- 1922 Ein Hochzeitslied für unseren Erich und seine liebe "Dusi"
- 1927 Dryadenlied
- 1927 Weihnacht
- Frühlingsblick - tekst: Nikolaus Lenau
- Frühlingstod - tekst: Nikolaus Lenau